# Maria do Céu da Silva Mendes
D. Maria do Céu da Silva Mendes (Santa Comba Dão, São João de Areias, 25 de Março de 1847 - Viseu, Rua João Mendes, 15 de Abril de 1933) ilustríssima senhora de uma das mais distintas famílias fidalgas beirãs (os Silva Mendes), foi uma artista e filantropa portuguesa. É considerada a primeira pianista das Beiras e uma das melhores do país do seu tempo, tendo sido a professora de música da família Relvas, seus parentes. Era ainda o símbolo de uma mulher emancipada numa época especialmente difícil.

## Família
Filha de João da Silva Mendes de sua mulher e prima D. Eugénia da Silva Mendes, era ainda tia de D. Eugénia de Loureiro Queirós Couto Leitão e prima em segundo grau do marido desta, José de Mascarenhas Relvas, individualidade de reconhecido valor da história de Portugal como republicano, ministro e diplomata, bem como grande proprietário vitivinicultor e coleccionador de arte, da qual se destaca a sua residência Casa Museu dos Patudos em Alpiarça. José de Mascarenhas Relvas e sua família, foram muitas vezes recebidos na sua casa, aquando das suas muitas estadas na cidade de Viseu.

## Biografia
Seguidora de uma linha liberal, típica dos Silva Mendes, apresentava a imagem de uma mulher emancipada em contraste com o conservadorismo da sua época, em especial no interior de Portugal. Foi artista distintíssima, pianista de excelência com algumas presenças em São João do Estoril e ainda grande benemérita da cidade de Viseu. Para além de São João do Estoril, eram conhecidas as suas deslocações à sua terra natal de São João das Areias, bem como a Condeixa, à casa da sua prima e mãe de José Relvas D. Margarida Amália Mendes de Azevedo Relvas e à Casa dos Patudos em Alpiarça. Faleceu solteira, cerca de 20 dias depois de completar 86 anos, na companhia de sua fiel governanta, Maria da Glória Motta, afilhada dos Barões de Prime e que a acompanhou durante toda a sua vida, bem como do seu feitor, José Alves Trindade.
Sem descendência directa legou os seus bens a algumas das casas de caridade de Viseu como a Santa Casa da Misericórdia e o Asilo de Santo António, deixando ainda consideráveis somas de dinheiro para os pobres de Viseu e funcionários da sua casa, que permaneceram nela após a sua morte em 1933, em especial o último deles (a sua fiel governanta) também aí vindo a falecer a 5 de Setembro de 1946. 
Desses bens constavam principalmente o chamado Palacete Silva Mendes mandado construir por seu tio Francisco da Silva Mendes, em frente ao Jardim das Mães, junto aos Paços do Concelho, actual sede da Santa Casa da Misericórdia nessa cidade, a Casa da Regueira, residência habitual de D. Maria do Céu que se situava na Rua João Mendes junto ao Parque do Fontelo em Viseu e que fora dos Barões de Mossâmedes, bem como ainda a Quinta de Cabanões e a Alagoa. A Casa da Regueira e a sua quinta hoje não existem, tendo sido construído nesse local, um Bairro que conserva o seu nome, do qual se destaca imortalizado o seu busto, bem como do antigo Quintal, alguns muros, cedros e japoneiras.
O seu funeral partiu da Igreja de Nossa Senhora do Carmo em Viseu e o cortejo fúnebre dirigiu-se para o cemitério daquela cidade. Foi, por desejo testamentário, sepultada envergado o hábito de Nossa Senhora do Carmo e o seu féretro aí depositado no jazigo de família.
O Dr. Alberto Correia, Historiador e Antropólogo, antigo Mesário da Santa casa da Misericórdia de Viseu e antigo director do Museu Grão Vasco, recorda assim D. Maria do Céu Mendes e a sua quinta, hoje desaparecida:
"... D. Maria do Céu da Silva Mendes, benemérita alma a quem tanto deve a Misericórdia de Viseu e o Lar-Escola de Santo António.
Nome de Rua, nome de Bairro, um Bronze, uma quase perdida memória! Homenagem parca e merecida. Teimosamente florindo dezena e meia de japoneiras lembram as mãos que cortavam as estranhas flores do Japão para mesa de Páscoa e chão de procissão. Meia dúzia de cedros ainda alvoroça a vizinha paisagem com seu majestoso porte e recorda em vão os foros de desaparecida fidalguia. A arqueologia de um muro quebrado, o renque esburacado dos loureiros, a bica que goteja sobre a pia redonda de uma fonte amorosa, um banco esquecido com cartas de “Ricardina”, o tanque oitavado vazio das águas que regavam jardins de flores e a linha das hortas somam apenas memórias, só memórias esquecidas. Um canto de rapariga que se não ouve mondando ervas no jardim."
Publicado no Jornal do Centro.

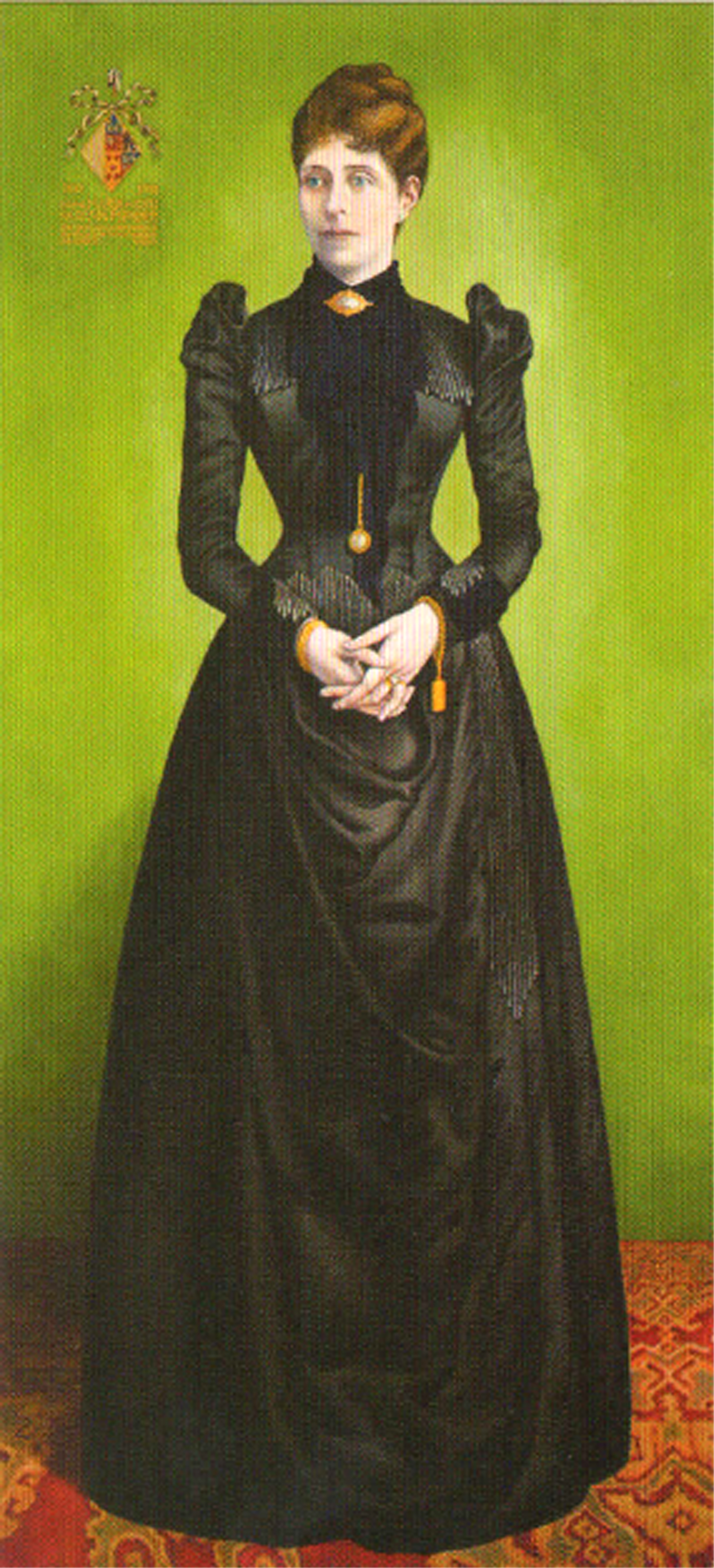
Retrato de D. Maria do Céu Mendes de Luis Calheiros 1991 Óleo sobre tela 180X84cm
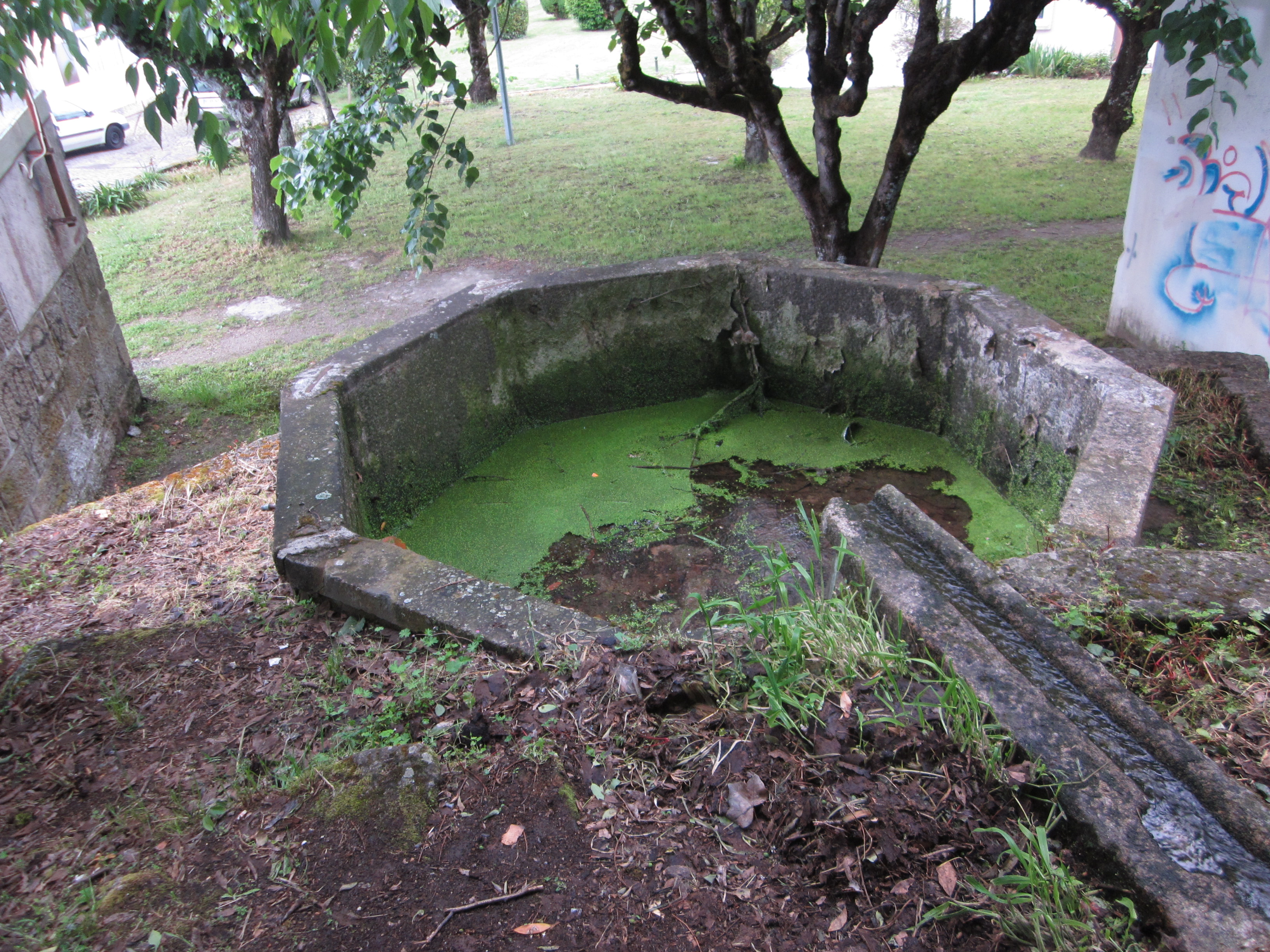
Vista de cima
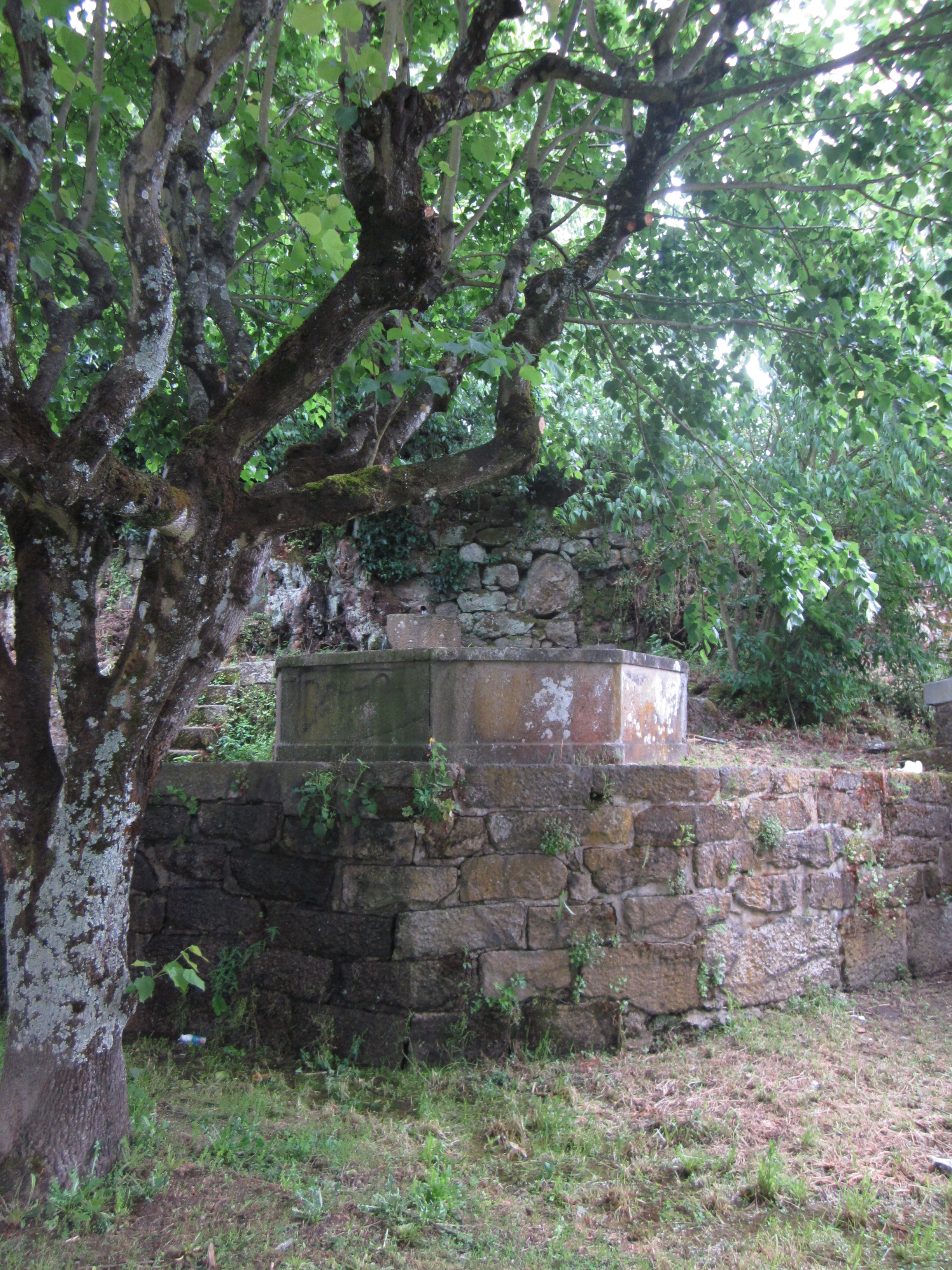
Vista de frente
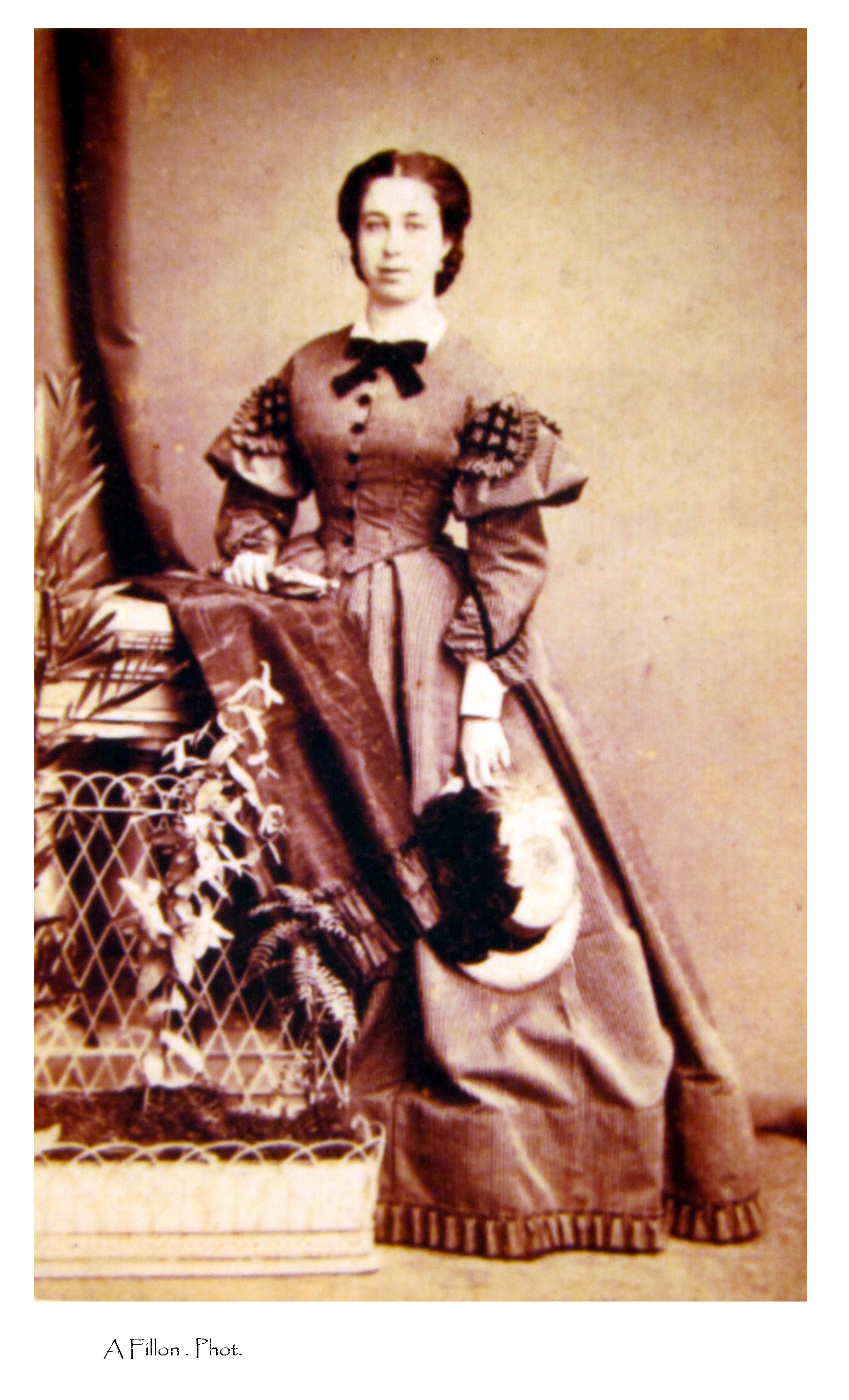
Retrato de época da D. Maria do Céu Mendes
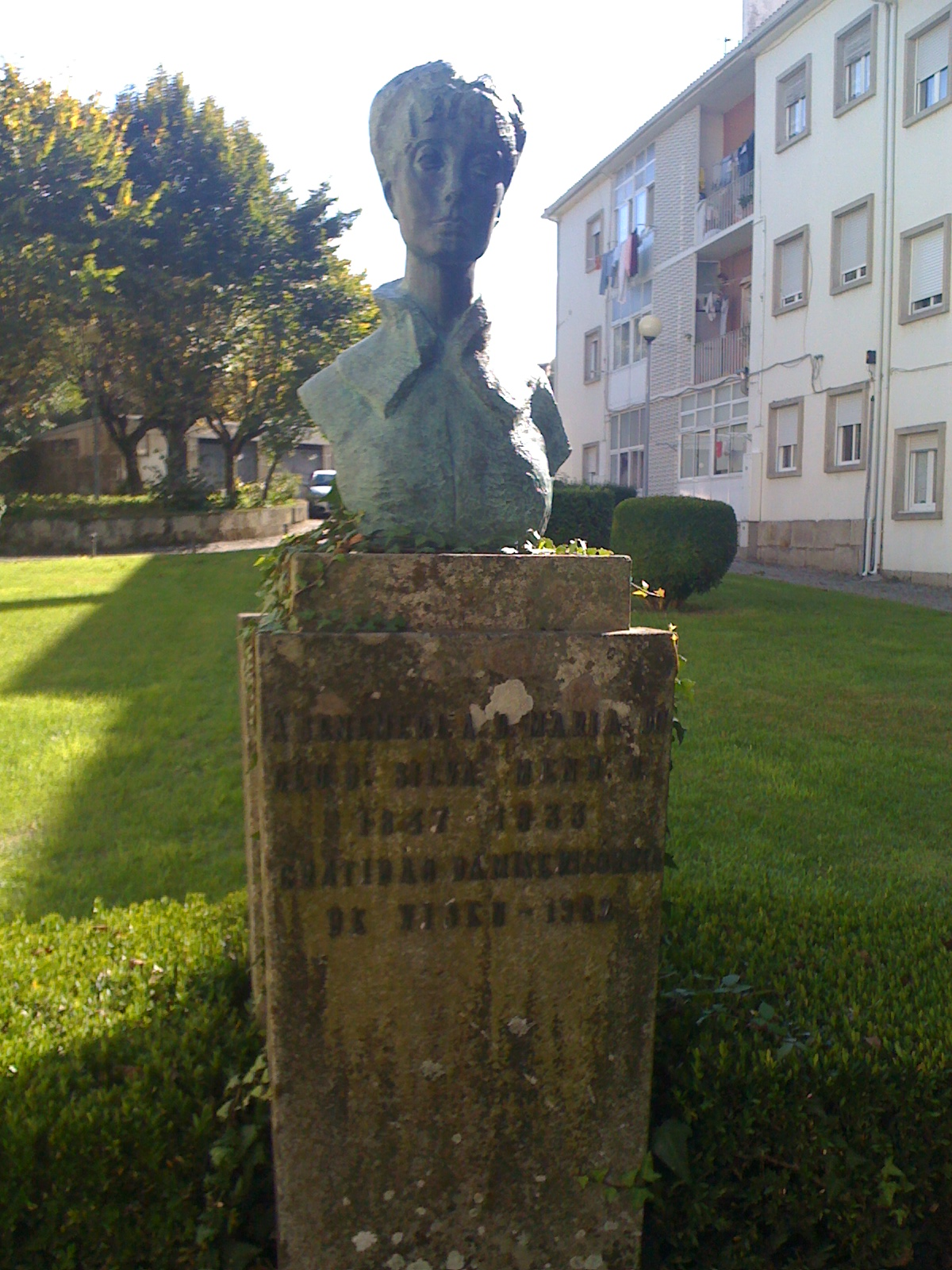
Busto de D. Maria do Céu Mendes em Viseu no Bairro com o seu nome